# Paris-Bourges 2006
Paris-Bourges 2006 est la 56e édition de la course cycliste française Paris-Bourges se déroulant le 5 octobre 2006 entre Gien (Loiret) et Bourges (Cher), sur une distance de 194,3 kilomètres.
La course fait partie de la deuxième édition du circuit continental européen UCI Europe Tour en catégorie 1.1 et constitue la dernière des quatorze courses de la quinzième édition de la coupe de France de cyclisme sur route.
L'épreuve est remportée par le Français Thomas Voeckler évoluant dans l'équipe française Bouygues Telecom.

## Présentation

### Équipes
17 équipes sont au  départ de la course : huit équipes UCI ProTeam, trois équipes continentales professionnelles et six équipes continentales.
| ProTeams (8)- Bouygues Télécom - AG2R Prévoyance - CSC - Cofidis-Le Crédit par Téléphone - Phonak Hearing Systems - La Française des jeux - Caisse d'Épargne-Illes Balears - Crédit agricole Équipes continentales professionnelles (3)- Landbouwkrediet-Colnago - Unibet.com - Chocolade Jacques-Topsport Vlaanderen Équipes continentales (6)- Lamonta - Knauf Team - Auber 93 - Omnibike Dynamo Moscow - Continental Team Differdange - Bretagne-Jean Floc'h |
| |

## Classement final
| \| Classement général \| Classement général \| Classement général \| Classement général \| Classement général \| \| Coureur \| Coureur \| Pays \| Équipe \| Temps \| \| ------------------ \| ------------------ \| ------------------ \| ------------------------------- \| ------------------ \| \| 1er \| Thomas Voeckler \| France \| Bouygues Telecom \| 4 h 38 min 01 s \| \| 2e \| Aliaksandr Usau \| Biélorussie \| AG2R Prévoyance \| + 3 s \| \| 3e \| Stuart O'Grady \| Australie \| CSC \| + 3 s \| \| 4e \| Geoffroy Lequatre \| France \| Cofidis-Le Crédit par Téléphone \| + 3 s \| \| 5e \| Florian Stalder \| Suisse \| Phonak Hearing Systems \| + 3 s \| \| 6e \| Kevin Neirynck \| Belgique \| Landbouwkrediet-Colnago \| + 3 s \| \| 7e \| Sylvain Chavanel \| France \| Cofidis-Le Crédit par Téléphone \| + 3 s \| \| 8e \| Sébastien Minard \| France \| Cofidis-Le Crédit par Téléphone \| + 3 s \| \| 9e \| Philippe Gilbert \| Belgique \| La Française des jeux \| + 3 s \| \| 10e \| Aurélien Clerc \| Suisse \| Phonak Hearing Systems \| + 3 s \| |                   |             |                                 |                 |
| |                   |             |                                 |                 |
| |                   |             |                                 |                 |
| Classement général |                   |             |                                 |                 |
| Coureur | Coureur           | Pays        | Équipe                          | Temps           |
| 1er | Thomas Voeckler   | France      | Bouygues Telecom                | 4 h 38 min 01 s |
| 2e | Aliaksandr Usau   | Biélorussie | AG2R Prévoyance                 | + 3 s           |
| 3e | Stuart O'Grady    | Australie   | CSC                             | + 3 s           |
| 4e | Geoffroy Lequatre | France      | Cofidis-Le Crédit par Téléphone | + 3 s           |
| 5e | Florian Stalder   | Suisse      | Phonak Hearing Systems          | + 3 s           |
| 6e | Kevin Neirynck    | Belgique    | Landbouwkrediet-Colnago         | + 3 s           |
| 7e | Sylvain Chavanel  | France      | Cofidis-Le Crédit par Téléphone | + 3 s           |
| 8e | Sébastien Minard  | France      | Cofidis-Le Crédit par Téléphone | + 3 s           |
| 9e | Philippe Gilbert  | Belgique    | La Française des jeux           | + 3 s           |
| 10e | Aurélien Clerc    | Suisse      | Phonak Hearing Systems          | + 3 s           |